# Ken Leung
Kenneth Leung (New York, 1970. január 21. –) amerikai színész. 
Legismertebb alakítása Miles Straume a Lost – Eltűntek című sorozatban.

## Fiatalkora
1970. január 21-én született New Yorkban, kínai szülők gyermekeként, és Manhattanben nevelkedett, majd a családjával Brooklynba költözött. A középiskolát a New Jersey-i Old Bridge-ben fejezte be. Volt egy testvére, Kevin, aki vízbe fulladt.
A New York Egyetemre járt, ahol fizikoterápiát tanult. Harmadéves korában fedezte fel a színészetet.

## Pályafutása
2000-ben az Ég velünk! című filmben szerepelt. 2014 és 2016 között a The Night Shift című sorozat főszereplője volt.  2024-ben az Avatár – Az utolsó léghajlító című sorozatban  alakította Zhao parancsnokot.

## Magánélete
Felesége Nancy Bulalacao. 2015-ben született meg a fiuk.

## Filmográfia

### Filmek
| Év   | Magyar cím                          | Eredeti cím                  | Szerep               | Magyar hang     |
| ---- | ----------------------------------- | ---------------------------- | -------------------- | --------------- |
| 1995 |                                     | Pictures of Baby Jane Doe    | Boltos               |                 |
| 1995 | Isten hozott a babaházban           | Welcome to the Dollhouse     | Barry                |                 |
| 1997 | Vörös sarok                         | Red Corner                   | Peng                 | Szűcs Sándor    |
| 1998 |                                     | Fly                          | Jeremy Kim           |                 |
| 1998 | Csúcsformában                       | Rush Hour                    | Sang                 | Fekete Zoltán   |
| 1998 | Csúcsformában                       | Rush Hour                    | Sang                 | Haagen Imre     |
| 1999 |                                     | Man of the Century           | Mike Ramsey          |                 |
| 2000 | Ég velünk!                          | Keeping the Faith            | Don                  | Welker Gábor    |
| 2000 | Gubancos élet                       | Maze                         | Dr. Mikao            |                 |
| 2000 | Segítség, apa lettem!               | The Family Man               | Sam Wong             | Seder Gábor     |
| 2001 | A. I. – Mesterséges értelem         | A.I. Artificial Intelligence | Syatyoo-Sama         | Hegedűs Miklós  |
| 2001 | Kémjátszma                          | Spy Game                     | Li                   |                 |
| 2001 | Vanília égbolt                      | Vanilla Sky                  | Művészeti szerkesztő |                 |
| 2002 | A kötelesség ára                    | Face                         | Willie               |                 |
| 2002 | Vörös sárkány                       | Red Dragon                   | Lloyd Bowman         | Fekete Zoltán   |
| 2004 | Fűrész                              | Saw                          | Steven Sing nyomozó  | Pálmai Szabolcs |
| 2005 | A tintahal és a bálna               | The Squid and the Whale      | Iskolapszichológus   | Kocsis Gergely  |
| 2006 | A belső ember                       | Inside Man                   | Wing                 | Bor László      |
| 2006 | X-Men: Az ellenállás vége           | X-Men: The Last Stand        | Quill                | Kossuth Gábor   |
| 2007 |                                     | Year of the Fish             | Johnny               |                 |
| 2007 |                                     | Shanghai Kiss                | Liam Liu             |                 |
| 2007 |                                     | Falling for Grace            | Ming                 |                 |
| 2009 |                                     | Works of Art                 | John Kim             |                 |
| 2015 | Star Wars VII. rész – Az ébredő Erő | Star Wars: The Force Awakens | Statura admirális    | Czvetkó Sándor  |
| 2021 | Idő                                 | Old                          | Jarin                | Láng Balázs     |
| 2023 | Eltűnt                              | Missing                      | Kevin                | Láng Balázs     |
| 2024 | Joker: Kétszemélyes téboly          | Joker: Folie à Deux          | Dr. Victor Liu       | Sipos Imre      |

### Televíziós szerepek
| Év               | Magyar cím                    | Eredeti cím                | Szerep                          | Megjegyzések                                  |
| ---------------- | ----------------------------- | -------------------------- | ------------------------------- | --------------------------------------------- |
| 1995, 2000, 2002 | Esküdt ellenségek             | Law & Order                | Chung; Tommy Wong; Stephen Wong | 4 epizód                                      |
| 1997             |                               | New York Undercover        | David Kwan                      | 1 epizód                                      |
| 2000             |                               | Deadline                   | Fung                            | 1 epizód                                      |
| 2001             | Oz                            | Oz                         | Bian Yixue                      | 1 epizód                                      |
| 2004             |                               | The Jury                   | Ken Arata                       | 1 epizód                                      |
| 2004             |                               | Whoopi                     | Terrence                        | 1 epizód                                      |
| 2004             | Vallatás                      | Strip Search               | Liu Tsung-Yuan                  | tévéfilm                                      |
| 2004             |                               | Sucker Free City           | Lincoln Ma                      | tévéfilm                                      |
| 2005             |                               | Hate                       | Mo                              | tévéfilm                                      |
| 2007             | Maffiózók                     | The Sopranos               | Carter Chong                    | 1 epizód                                      |
| 2008–2010        | Lost – Eltűntek               | Lost                       | Miles Straume                   | főszereplő magyar hangja Bartucz Attila       |
| 2011             | A férjem védelmében           | The Good Wife              | Shen Yuan                       | 1 epizód                                      |
| 2012–2013        | A célszemély                  | Person of Interest         | Leon Tao                        | 4 epizód                                      |
| 2013             | A nulladik óra                | Zero Hour                  | Reggie atya                     | 8 epizód                                      |
| 2013             | Megtévesztés                  | Deception                  | Donald Cheng                    | 3 epizód                                      |
| 2014–2016        |                               | The Night Shift            | Topher Zia                      | főszereplő                                    |
| 2017             | Embertelenek                  | Inhumans                   | Karnak                          | főszereplő magyar hangja Csík Csaba Krisztián |
| 2019             | A kenderfutár                 | High Maintenance           | Gene                            | 1 epizód                                      |
| 2019             | Feketelista                   | The Blacklist              | Michael Sima                    | 6 epizód                                      |
| 2020–            | Ipar                          | Industry                   | Eric Tao                        | főszereplő                                    |
| 2022             |                               | Pantheon                   | Bai Fu (hangja)                 | 2 epizód                                      |
| 2023             | Vilma                         | Velma                      | Darren (hangja)                 | 4 epizód                                      |
| 2024             | Avatár – Az utolsó léghajlító | Avatar: The Last Airbender | Zhao parancsnok                 | főszereplő magyar hangja Mihályfi Balázs      |